# Pierre Auguste Lajard
Pierre Auguste Lajard (Montpellier, 20 aprile 1757 – Parigi, 12 giugno 1837) è stato un politico e ufficiale francese.

## Biografia
Figlio di Barthélemy Lajard, presidente e tesoriere della generalità di Montpellier ed intendente delle gabelle della Linguadoca, Pierre Auguste iniziò la sua carriera militare nel 1773. Dopo essere entrato nel reggimento di fanteria della Linguadoca,  e aver proseguito in quello del Médoc, venne nominato capitano del reggimento di Maillebois. Passò quindi al battaglione dei Cacciatori delle Ardenne. Aiutante di campo del generale marchese de Lambert venne nominato, su proposta del marchese de La Fayette, primo aiutante generale della Guardia Nazionale parigina. Mantenne l'incarico fino al 1792, quando entrò nel corpo di stato maggiore dell'esercito come aiutante generale col grado di colonnello.
Nelle sue Mémoires d'Outre-Tombe, Chateaubriand afferma che Lajard avrebbe licenziato l'allora capitano Napoleone Bonaparte per essersi astenuto dal partecipare a una revisione del reggimento.
Vicino ai Foglianti, Lajard venne nominato ministro della guerra da Luigi XVI dopo la destituzione del girondino Joseph Servan (12 giugno 1792) e la caduta in disgrazia di Dumouriez (16 giugno). Si mostrò uno fedele partigiano della monarchia costituzionale: intervenne, il 20 giugno, a favore del re e della famiglia reale, e, il 10 agosto 1792, si sforzò di organizzare la resistenza all'insurrezione dei rivoluzionari contro la persona del monarca. Dal 24 luglio era già stato denunciato per il suo atteggiamento e posto sotto accusa, ma riuscì poi a fuggire in Inghilterra e rientrò in Francia solo con la legge di amnistia generale decretata da Napoleone, senza  poter riprendere il suo rango nella Grande Armée. Essendo stato in seguito tra i candidati al Corpo Legislativo presentati dagli elettori di Parigi, Lajard fu, il 18 febbraio 1803, eletto deputato della Senna dal senato conservatore, e mantenne tale mandato sino al 1814. L'imperatore gli concesse una pensione di 6000 franchi in qualità di ex ministro. Con la Restaurazione, ottenne da Luigi XVIII il grado di maresciallo di campo (14 luglio 1814), ma dopo i Cento Giorni, decise di ritirarsi a vita privata.
Morì a Parigi nel 1837.